# Hamacanthidae
Hamacanthidae é uma família de esponjas marinhas da ordem Poecilosclerida.

## Gêneros
- Hamacantha Gray, 1867
- Pozziella Topsent, 1896